# Batea (kommun)
Batea är en kommun i Spanien.   Den ligger i provinsen Província de Tarragona och regionen Katalonien, i den östra delen av landet, 300 km öster om huvudstaden Madrid. Antalet invånare är 2 136. Arean är 128 kvadratkilometer. Batea gränsar till La Pobla de Massaluca, Vilalba dels Arcs, Gandesa, Bot, Caseres, Maella, Fabara och Nonaspe. 
Terrängen i Batea är platt åt sydost, men åt nordväst är den kuperad.